# Kurulompolo
Kurulompolo är en sjö i Finland. Den ligger i kommunen Enare i landskapet Lappland, i den norra delen av landet, 900 km norr om huvudstaden Helsingfors. Kurulompolo ligger 187,6 meter över havet. Omgivningarna runt Kurulompolo är i huvudsak ett öppet busklandskap. Arean är 19,5 hektar och strandlinjen är 3,45 kilometer lång. Sjön  ingår i Tuulomajokis huvudavrinningsområde. 